# Delta (djur)
För andra betydelser, se Delta (olika betydelser).
Delta är ett släkte av steklar. Delta ingår i familjen Eumenidae.

## Bildgalleri

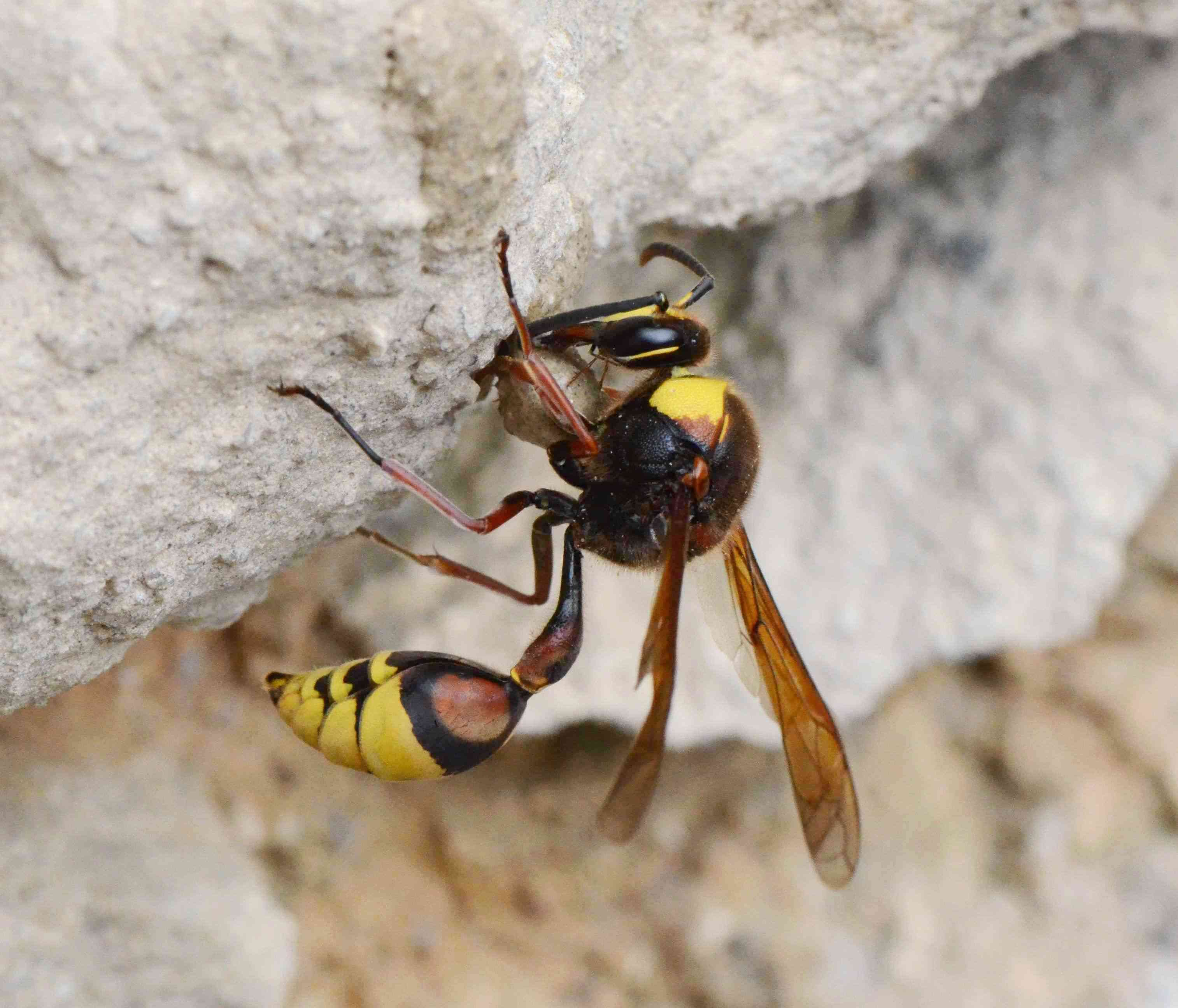

## Dottertaxa tillDelta, i alfabetisk ordning[1]
- Delta alluaudi
- Delta asina
- Delta asinum
- Delta bicinctum
- Delta bonellii
- Delta boscii
- Delta caffer
- Delta campaniforme
- Delta campaniformis
- Delta concinnum
- Delta conoideum
- Delta dimidiatipenne
- Delta dorycus
- Delta emarginatum
- Delta esuriens
- Delta fenestrale
- Delta fluctuans
- Delta guerinii
- Delta higletti
- Delta hottentottum
- Delta hottentottus
- Delta insulare
- Delta latreillei
- Delta lepeleterii
- Delta magnum
- Delta maxillosus
- Delta nigritarsis
- Delta occidentale
- Delta paraconicum
- Delta pensile
- Delta philanthes
- Delta phthisicum
- Delta pseudodimidiatipenne
- Delta pyriforme
- Delta regina
- Delta rendalli
- Delta subfenestrale
- Delta tadzhicorum
- Delta tropicale
- Delta unguiculatum
- Delta versicolor
- Delta viatrix
- Delta xanthurum